# Rudi Georgi
Rudi Georgi, né le 25 décembre 1927 à Bockau et mort le 18 mars 2020 à Zempin, est un homme politique est-allemand (SED). Il est ministre de la Construction de machines de transformation et de véhicules (de) de 1965 à 1973, puis ministre de la Construction d'outils et de machines de transformation (de) en République démocratique allemande jusqu'en 1989.

## Biographie
Rudi Georgi, fils d'ouvrier, fréquente la Volksschule (école du peuple) et la Handelsschule (de) (école commerciale) d'Aue et suit une formation d'agent technico-commercial (de) dans la coutellerie à Aue. 
Il adhère au Parti social-démocrate d'Allemagne (SPD) en 1945 et devient membre du Parti socialiste unifié d'Allemagne en 1946 après l'unification forcée du SPD et du KPD. En 1946, il adhère également à la Jeunesse libre allemande (FDJ). De 1950 à 1962, il travaille au sein de l'usine VEB de coutellerie et d'argenterie à Aue, d'abord comme assistant d'usine, puis comme directeur de production de 1951 à 1955 et enfin comme directeur d'usine à partir de 1955. De 1957 à 1961, il suit des études par correspondance à l'université Karl-Marx de Leipzig et devient directeur général de la VVB (de) Eisen-, Blech- und Metallwaren Karl-Marx-Stadt de 1963 à 1965. En 1966, il obtient son doctorat en économie à l'université Karl-Marx de Leipzig avec une thèse intitulée Problèmes du développement futur du travail par groupes de produits dans la VVB EBM afin d'assurer une production adaptée aux besoins de l'ensemble du secteur industriel.
Lors de la création de nouveaux ministères de l'industrie en décembre 1965, Georgi est nommé ministre de la Construction de machines de transformation et de véhicules ; sa prestation de serment n'a toutefois eu lieu qu'en mars 1966 en raison d'une maladie. Après la scission du ministère en deux autorités distinctes en septembre 1973, il est nommé ministre de l'Outillage et des machines de transformation. Il quitte ses fonctions après la démission du gouvernement Stoph en novembre 1989. 
Il est candidat de 1967 à 1976 et membre du comité central du SED de 1976 à 1989.

## Récompenses
- 1964 et 1978 : Ordre de la Bannière du Travail niveau I
- 1970 : Ordre du Mérite patriotique en bronze, puis or en 1986
- 1987 : Ordre de Karl-Marx

## Publications
- Erfahrungen und Schlußfolgerungen aus der Arbeit der VVB Eisen-, Blech-, Metallwaren zur Steigerung der Arbeitsproduktivität, Berlin, 1963
- Probleme der weiteren Entwicklung der Erzeugnisgruppenarbeit in der VVB Eisen-, Blech-, Metallwaren zur Sicherung einer bedarfsgerechten Produktion im gesamten Industriezweig, Leipzig, 1966
- Erfahrungen bei der Zusammenarbeit zwischen Ministerien und Kombinaten zur Erschließung qualitativer Wachstumsfaktoren, Berlin-Rahnsdorf, 1981